# Petra Hammesfahr

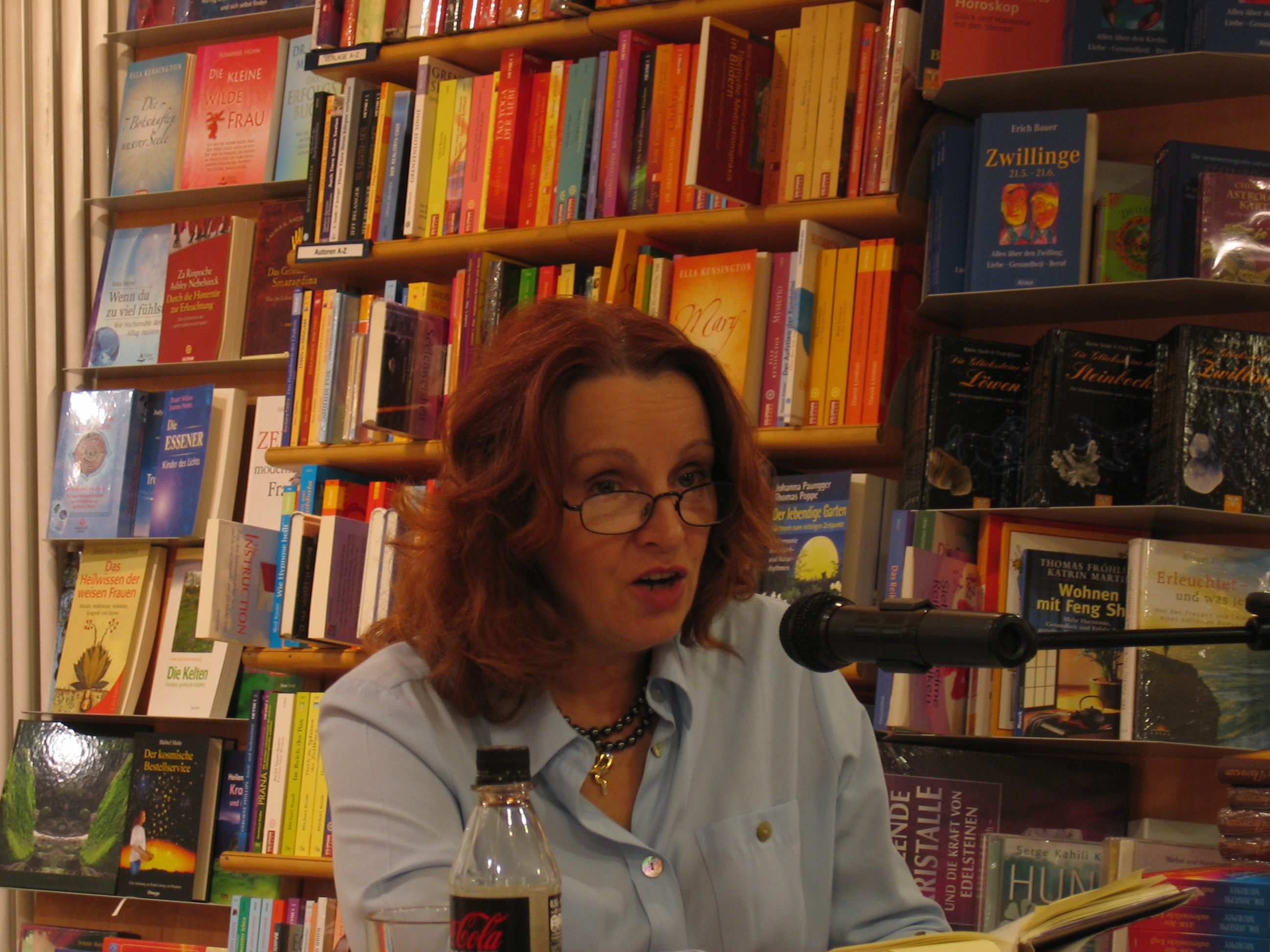
Petra Hammesfahr, 2008

Petra Hammesfahr, född 10 maj 1951 i Titz, Tyskland, är en författare som skriver kriminalromaner. Hon gav ut sina första romaner redan när hon var 17 år.

## Svenska översättningar
- Synderskan (översättning Aimée Delblanc, Bonnier, 2003) (Die Sünderin)
- En otrogen man (översättning Aimée Delblanc, Bonnier, 2004) (Bélas Sünden)